# 帕拉·白玛结布
帕拉·白玛结布（藏語：པད་མ་རྒྱལ་པོ，威利转写：pad ma rgyal po，？—约1875年）藏族，西藏拉萨人，西藏贵族，噶厦噶伦。

## 生平
帕拉家族的帕拉·索南结布之子白玛结布在1850年以孜本身份出现，时值哲布尊丹巴转世，由清朝驻藏大臣与寺院金瓶掣签认定。帕拉家族一位家臣米玛的儿子中签，成为第七世哲布尊丹巴。1860年，白玛结布升为噶伦。后陪同清朝驻藏大臣景纹去西藏南部，商讨在英国对不丹的战争中如何保持中立。1866年藏历十月十一日，他与其他噶厦官员一道被清朝中央政府授孔雀花翎。后来，白玛结布长期居住在拉萨，大约在1875年逝世。